# Port Mann Bridge
Die Port Mann Bridge in der kanadischen Provinz British Columbia führt den Trans Canada Highway über den Fraser River und verbindet dabei die Städte Coquitlam und Surrey nahe Vancouver. Das erste Bauwerk war die 1964 eröffnete stählerne, in sich verankernde Bogenbrücke, welche zu den zwanzig längsten Bogenbrücken der Welt gehörte. Sie wurde durch die 2012 eröffnete Schrägseilbrücke ersetzt und bis Oktober 2015 abgerissen. Die Brücke ist nach der Gemeinde Port Mann am südlichen Ende benannt.

## Geschichte
Der Bau der ersten Port Mann Bridge begann 1957, die offizielle Eröffnung fand am 12. Juni 1964 statt. Die Brücke war damals das teuerste Autobahnteilstück, das in Kanada verwirklicht wurde. Der Erste, der sie unerlaubt passierte, war ein Reporter des Radiosenders CKNW. Die Bogenbrücke trug zuerst vier, ab 2000 fünf Fahrspuren. Die Tragfähigkeit der Brücke kam wegen des Alters des Bauwerkes und des zunehmenden Straßenverkehrs an ihre Grenzen. Bei ihrem Bau wurde sie für eine Bevölkerungszahl von 800.000 ausgelegt. Da die Bevölkerung in der Umgebung Vancouvers auf über zwei Millionen angestiegen ist, kam es an bis zu 14 Stunden pro Tag zu Verkehrsstau auf der Brücke. Die Provinzregierung beschloss deshalb eine neue Brücke zu bauen und die alte abzureißen.
Die Erneuerung findet im Rahmen des Port Mann/Highway 1 Improvement Projektes, abgekürzt PMH1 statt, das neben der Erneuerung der Brücke auch den Ausbau von 37 km des British Columbia Highway 1 umfasst. Für das gesamte Projekt waren 2013 3,3 Milliarden kanadische Dollar budgetiert, der Bau der Brücke kostete 2,5 Milliarden.
Die neue Brücke sollte ursprünglich als öffentlich-privates Partnerschaftsprojekt verwirklicht werden, aber die Provinz konnte sich nicht mit dem vorgeschlagenen Auftragsnehmer einigen. Mit dem Bau der zehnspurigen Schrägseilbrücke wurde 2009 begonnen. Sie konnte am 1. Dezember 2012 eröffnet werden, wobei aber vorerst nur acht Fahrspuren in Betrieb genommen wurden. Sie galt bei ihrer Eröffnung als die breiteste Brücke der Welt. Mit der Eröffnung der Brücke wurde auch eine Schnellbusverbindung zwischen Langley und der SkyTrain-Station in Burnaby eingerichtet. Bereits kurz nach der Eröffnung musste die Brücke vorübergehend geschlossen werden, weil herabfallendes Eis über die Brücke fahrende Autos beschädigte. Zur Vermeidung weiterer solcher Vorkommnisse wurden die 154 über die Fahrbahn führenden Kabel mit auf den Kabeln gleitenden Ringen versehen, die bei ungünstigen Witterungsverhältnissen vom Pylonenkopf aus ferngesteuert freigegeben werden können. Die fallenden Ringe streifen Eis und Schnee von den Kabeln ab, bevor es zu so großen Anhäufungen kommen kann, die beim Herunterfallen den Verkehr gefährden können.
Die neue Brücke sollte durch die Einnahmen aus der erhobenen Straßenmaut finanziert werden. Nach der Eröffnung wurde eine reduzierte Maut von 1,50 $ pro PKW erhoben, die Anfang 2014 auf 3,00 $ angehoben wurde. Die Maut wird ohne den Verkehr zu stoppen mit Hilfe von Nummernschildkameras erhoben. Die Mautgebühr wurde von einem Benutzerkonto abgebucht oder konnte über andere Wege inklusive Handypayment bezahlt werden. Mit der Anhebung der Maut ging der Verkehr auf der neuen Brücke um etwa einen Fünftel zurück, weil der Verkehr teilweise auf die mautfreie Pattullo Bridge ausgewichen ist. Auf Grund veränderter politischer Rahmenbedingungen wurde die Mautpflicht mit Ablauf des 31. August 2017 abgeschafft.
Die zwei noch fehlenden Fahrspuren der neuen Brücke konnten erst 2014 für den Verkehr freigegeben werden, nachdem die alte Brücke abgetragen war. Am 17. September 2015 wurden die Bauarbeiten einschließlich aller Nebenarbeiten an Zufahrtsrampen usw. für vollendet erklärt.

## Bauwerke

### Brücke von 1964
Die alte Stahlbogenbrücke hatte eine Spannweite von 366 Metern. An den Hauptbogen schlossen sich zwei Felder von 110 Metern Länge an, so dass die Hauptbrücke 586 Meter lang war. An diese schloss sich im Süden eine 525 Meter lange Vorbrücke und im Norden eine 928 Meter lange Vorbrücke an, so dass das gesamte Bauwerk eine Länge von 2093 Metern erreichte. Der Abbruch der Brücke begann im Dezember 2013. Im März 2014 waren die Stahlüberbauten der Vorbrücken entfernt. Die Beton-Pfeiler der Vorbrücken wurden auf Sandkissen umgekippt und mit Presslufthämmern zerkleinert. Der Hauptbogen wurde in handhabbare Teile zerlegt und auf dem Wasser abtransportiert. Der Abriss war bis zum Oktober 2015 vollzogen. Der Abbruch der alten Port Mann Bridge wurde mit Kosten in Höhe von 40 Millionen kanadische Dollar veranschlagt. Beim Abriss der Brücke wurden etwa 18.000 Tonnen Stahl und 90.000 Tonnen Beton der Wiederverwertung zugeführt.

### Brücke von 2012
Die zweihüftige Schrägseilbrücke ist 2020 Meter lang und überquert den Fraser River in 42 Metern Höhe. Mit einer Brückenbreite von 65 Metern und einer Fahrbahnbreite von 50 Metern gehört sie zu den breitesten Brücken der Welt. Die Pylonen sind 163 Meter hoch, die Stützweite beträgt 470 Meter. Sie gehörte 2014 zu den zehn Schrägseilbrücken mit den größten Stützweiten in der westlichen Hemisphäre.
Die Hauptbrücke ist 850 Meter lang und wird durch eine 350 Meter lange Vorbrücke im Süden und eine 820 Meter lange Vorbrücke im Norden ergänzt. Für das gesamte Bauwerk wurden 25.000 Tonnen Heißasphalt als Straßenbelag, 28.000 Tonnen Armierungseisen und 13.000 Tonnen Baustahl verwendet. Das Tragwerk ist so vorbereitet, dass später auch die Trasse einer Stadtbahn unterhalb der Fahrbahnen für den Straßenverkehr hinzugefügt werden kann.